# Országos Nőképző Egyesület

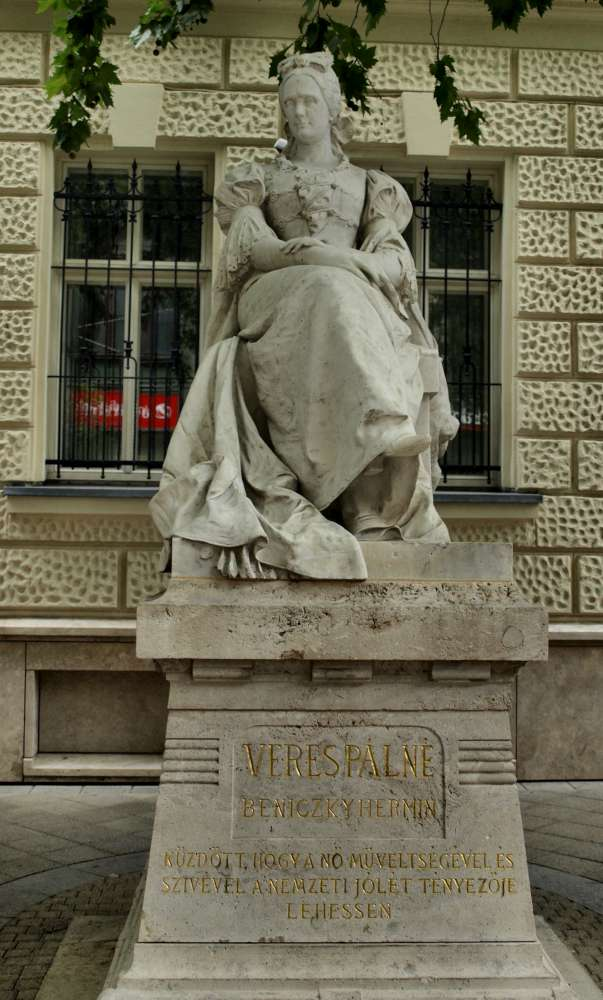
Veres Pálné szobra Budapesten

Az Országos Nőképző Egyesület a hazai nőnevelés ügyét előmozdító egyesület volt.

## Története

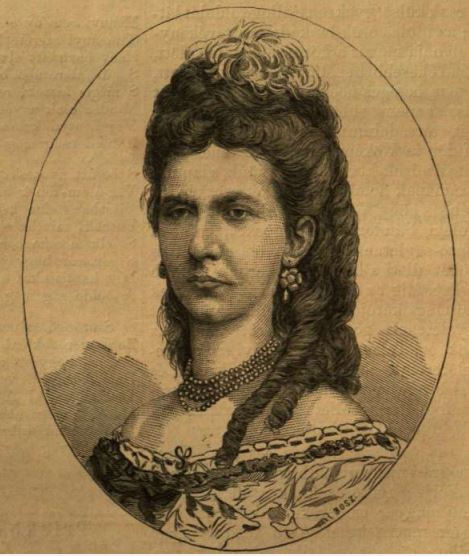
Gróf Teleki Sándorné gróf Teleki Jozefin, Országos Nőképző Egyesület elnöke

Fáradi Veres Pálné beniczei és micsinyei Beniczky Hermin (1815–1895) 1867-ben felhívással fordult a magyar nőkhöz, hogy egyesületi úton törekedjenek a hazai nőnevelést kezdetleges állapotából magasabb színvonalra emelni, mely felhívás eredményeképp ugyanazon év májusban értekezletet tartottak Budapesten, mely határozattá emelte oly egyesület létrehozását, melynek célja a nőknek alaposabb és magasabb kiművelése és közhasznú ismeretek elsajátíttatása által az önfenntartásra is képesítés nyújtása.
1868 márciusban tartották meg a kormány által megerősített alapszabályok alapján az Országos Nőképző Egyesület alakuló közgyűlését. Elnöknek Veres Pálnét, alelnöknek Teleki Sándor gróf feleségét,Kende Júliát választották meg. 1869-ben az egylet kísérletképpen 14 növendékkel megnyitott egy felső tanfolyamot. Az intézet igazgatója a főváros kiváló tanerői élén Gyulai Pál lett.                                                                                 
Az Országos Nőképző Egyesület a képviselőházhoz ( Deák Ferenc által) 9000 nő aláírásával kérvényt nyújtott be; hogy állítson az ország egy «női minta-főiskolát», mely a nők oktatására országszerte irányadóul szolgáljon. Csakhamar megindult a országban a felső leányiskolák és tanítónőképzők szervezése. A következő évben tanfolyamának második osztályát is megnyitotta, s már 1871-ben internátussal és négy elemi osztállyal bővítette intézetét.
1873-ban Trefort Ágoston miniszter pártfogása mellett megkezdi a négy polgári osztály felállítását is. Így 1876-ban az intézet három tagozatba egészült ki, alapja volt négyosztályú elemi iskola, dereka a négyosztályos polgári iskola és betetőzése a két osztályos felső tanfolyam volt. 1878-ben választották Janisch Józsefné Steinweg Herminát (1819–1901) igazgatónőnek. 1881-ben megszerezte a Zöldfa utcai Vitkovich-féle házat s felépítette tanintézetét, s ugyanezt 1886-ban a főváros közreműködésével jelentékenyen kibővítette.                                                                                                                                       A tanintézet felső tanfolyamát - különösen azokra való tekintettel, kik tanítónői vagy nevelőnői pályára szándékoznak lépni - 1883-ban egy harmadik és 1893-ban egy negyedik osztállyal is kibővíti és e négyéves tanfolyamot az állami tanítóképző intézetek tantervének megfelelően szervezvén, 1984-ben a felső tanfolyamaink is megszerzi a nyilvánossági jogot. Ezzel betetőzést nyert azon alkotás, melynek kivívásáért munkálkodott egy negyed századon át Veres Pálné, ki nagy munkájának gyümölcseit alig láthatta, mert 1895. szeptember 28-án meghalt.
1894-ben a választmány elhatározta, hogy tantervét átalakítja, és a céljából Csiky Kálmán elnöklete alatt bizottságot alakított, amelynek feladata a női középfokú oktatás nehéz kérdésének megoldása. Addig is, amíg ez megtörténhetik, 1895. a IV. polgári osztály fölé kétéves továbbképző tanfolyamot állított és főzéssel egybekötött háztartási tanfolyamot nyitott. 1896-ban Wlassics kultuszminiszter megnyitotta az egyetem két fakultását a nők előtt, az egyesület választmánya az időközben bővített és Beöthy Zsolt elnöklete alatt tovább működő bizottságával kidolgoztatta a női középiskola tantervét s az 1896-97-iki tanév kezdetével megnyitotta az első nyilvánossági joggal felruházott női gimnáziumot. Az egyesület 1893-ban ünnepelte fennállásának 25 éves jubileumát, mely alkalommal a miniszterelnök Veres Pálnét érdemrenddel tüntette ki.

## Vezetői a századfordulón
Elnök:
- özv. széki gróf Teleki Sándorné széki gróf Teleki Jozefin (1838–1915), Erzsébet királyné palotahölgye, első osztályú Erzsébet-rend tulajdonosa, a Vöröskereszt alelnöke.[2]

Alelnökök:
- rudnói és divékújfalusi Rudnay Józsefné fáradi Veres Szilárda (1841–1929), Erzsébet-rend nagykeresztjének tulajdonosa.[3]
- emőkei Emich Gusztávné Tormay Etelka (1844–1914), másodosztályú Erzsébet-rend tulajdonosa.[4]
- alsócsernátoni Csiky Kálmánné sebessi Gönczy Etelka (1851–1937).[5]

Tiszteletbeli alelnök:
- özv. kesselekői Majthényi Alajosné boczonádi Szeleczky Mária (1818–1904).[6]

## További információ
- Az országos nőképző-egylet és tanintézetének statisztikai kimutatása. Összeállította B. F. Bp, 1873. Online